# Pedra Badejo
Pedra Badejo es una ciudad caboverdiana del municipio de Santa Cruz.

## Geografía
La ciudad está situada en la isla de Santiago.

## Organización territorial
La ciudad abarca los lugares y barrios de:
- Achada Campo
- Achada Fátima Superior
- Cova Barro
- Cruzeiro
- Cutelinho
- Logoa Gil (Logodje)
- Monte Bode
- Ponta Achada
- Ponta Belem
- Porto Abaixo
- Porto Acima
- Tchada Baxu
- Tchada Fátima Superior
- Zona Banco
- Zona Central (Zona Nácia Gomi)
- Zona Tenda (Zona Bela  Vista)
- Zona Triángulo

## Demografía
Gráfica demográfica de la ciudad de Pedra Badejo:
| Gráfica de evolución demográfica de Pedra Badejo entre 1980 y 2021 |
|                                                                    |